# Circocylliba
Famille
Genre
Circocylliba Sellnick, 1926 est le seul genre des Circocyllibamidae Sellnick, 1926.
Il contient trois espèces d'Amérique latine.

## Classification
- Circocylliba camerata Sellnick, 1926
- Circocylliba dulcius Elzinga, 1994
- Circocylliba esenbecki Elzinga, 1994